# Challenger de Morelos 2017
El torneo Morelos Open 2017 fue un torneo profesional de tenis. Pertenece al ATP Challenger Series 2017. Se disputó su 4ª edición sobre superficie dura, en Cuernavaca, México entre el 20 al el 25 de febrero de 2017.

## Jugadores participantes del cuadro de individuales
| Favorito | País                      | Jugador              | Rank1 | Posición en el torneo |
| -------- | ------------------------- | -------------------- | ----- | --------------------- |
| 1        | Bandera de Australia      | Jordan Thompson      | 63    | Primera ronda         |
| 2        | Bandera de Rusia          | Teimuraz Gabashvili  | 161   | Segunda ronda         |
| 3        | Bandera de Kazajistán     | Alexander Bublik     | 169   | CAMPEÓN               |
| 4        | Bandera de Estados Unidos | Dennis Novikov       | 179   | Primera ronda         |
| 5        | Bandera de El Salvador    | Marcelo Arévalo      | 182   | Primera ronda         |
| 6        | Bandera de Estados Unidos | Alexander Sarkissian | 215   | Primera ronda         |
| 7        | Bandera de España         | Jordi Samper         | 225   | Segunda ronda         |
| 8        | Bandera de Alemania       | Yannick Maden        | 243   | Primera ronda         |

- 1 Se ha tomado en cuenta el ranking del 13 de febrero de 2017.

### Otros participantes
Los siguientes jugadores recibieron una invitación (wild card), por lo tanto ingresan directamente al cuadro principal (WC):
- Lucas Gómez
- Luis Patiño
- Antonio Ruiz
- Manuel Sánchez

Los siguientes jugadores ingresan al cuadro principal tras disputar el cuadro clasificatorio (Q):
- Iván Endara
- Gonzalo Escobar
- Daniel Elahi Galán
- Ante Pavić

## Campeones

### Individual Masculino
- Alexander Bublik derrotó en la final a  Nicolás Jarry, 7–6(5), 6–4

### Dobles Masculino
- Austin Krajicek /  Jackson Withrow derrotaron en la final a  Kevin King /  Dean O'Brien, 6–7(4), 7–6(5), [11–9]